# Näselformant
Der Näselformant ist ein Formant als resonanzartige Hervorhebung von Partialtönen im Frequenzbereich zwischen 1500 und 2000 Hertz, der diese Wirkung des Näseleffekts hervorbringt.
Bei Sprachlauten ist eine Pegelerhöhung in diesem Frequenzband auf die Eigenfrequenzen des suprapalatalen Raums zurückzuführen. Sofern der Näseleffekt nicht in der natürlichen Sprachstruktur liegt, wie etwa bei einigen nasalierten Vokalen des Französischen, oder durch anatomische bzw. pathologische Gegebenheiten bedingt ist, gilt er nach Untersuchungen von Günther Habermann als Ausdruck des Sinnlichen in der Stimme und beim Lachen.
Bei Musikinstrumenten ist man bemüht, eine Pegelerhöhung in diesem Näsel-Frequenzband zu vermeiden, da dieses zu einer unerwünschten „Nasalierung“ der Klangfarbe führt. Nach Arbeiten von Fritz Winckel ist es sogar z. B. für Geigen als Qualitätsmerkmal anzusehen, inwieweit im Geigenspektrum die Teilfrequenzen im Bereich zwischen 1500 Hz und 2000 Hz bedämpft sind. Die einzige Ausnahme bildet das Saxophonspektrum, das in der Regel bei Frequenzen kleiner 1800 Hz einen ausgeprägten Näselformant hat, wodurch die leicht näselnde Klangwirkung der Saxophone zu erklären ist.